# Sitnicki Dwór
Sitnicki Dwór (biał. Сітніцкі Двор; ros. Ситницкий Двор) – wieś na Białorusi, w obwodzie brzeskim, w rejonie łuninieckim, w sielsowiecie Sinkiewicze. W źródłach występuje także pod nazwą chutor Sytnica.

## Historia
W dwudziestoleciu międzywojennym leżał w Polsce, w województwie poleskim, w powiecie łuninieckim, w gminie Lenin (Sosnkowicze).
15 listopada 1942 Niemcy zamordowali ponad 480 mieszkańców Sitnickiego Dworu, w większości Polaków. Ofiarami były osoby cywilne, w tym także starcy, kobiety i dzieci. Zbiorowa mogiła ofiar kaźni upamiętniona jest przez obelisk z czerwoną gwiazdą oraz krzyż i granitową tablicę w języku polskim z nazwiskami pomordowanych, ustawionymi przez Stowarzyszenie „Straż Mogił Polskich na Wschodzie”.
Po II wojnie światowej w granicach Związku Sowieckiego. Od 1991 w niepodległej Białorusi.